# Äthiopienwürger
Der Äthiopienwürger (Laniarius aethiopicus) ist eine Vogelart aus der Familie der Buschwürger (Malaconotidae). Früher wurde dem Äthiopienwürger auch der Reichenowwürger (Laniarius niggerimus), der Tropenwürger (Laniarius major) und der Keniawürger (Laniarius sublacteus) zugerechnet. Die Art ist monotypisch, das heißt, es gibt keine Unterarten. Der lateinische Artzusatz bezieht sich auf Äthiopien.

## Verbreitung
Die Vogelart kommt in Äthiopien, Eritrea, Kenia und Somalia vor.

## Lebensweise
Der typische Lebensraum des Äthiopienwürgers umfasst Gebiete mit dichtem Bewuchs mit Bäumen, Gewässerufer, Dickicht, ungepflegte Hecken in Landwirtschaftlich genutzten Flächen und Gärten, hoch stehende Grassavanne sowie Waldränder und reicht von Meereshöhe bis 3030 m Höhe. Der Äthiopienwürger ist ein Standvogel, in Kenia sind saisonale Wanderungen, in Äthiopien Höhenwanderungen beschrieben.

## Merkmale
Der Äthiopienwürger ist 19–25 cm groß, das Männchen wiegt 52–69 g, das Weibchen 38–57 g. Die Oberseite ist überwiegend glänzend blauschwarz, die Federn am Bürzel sind lang und flauschig, weißlich mit schwarzen Spitzen und subapikal weißen Flecken. Die Oberschwanzdecken sind bläulich-schwarz, der Schwanz schwarz, leicht glänzend. Auch die Flügel sind überwiegend schwarz, leicht glänzend. Die Kehle und die gesamte Unterseite sind weiß, etwas rosafarben überhaucht, an Brust und Flanken lachsrosa gefärbt, die Unterflügeldecken sind weiß. Die Iris ist tief rotbraun, der Schnabel schwarz und die Beine sind bläulich-schieferfarben. Die Geschlechter unterscheiden sich nicht. Jungvögel sind oben gelbbraun gefleckt, die Unterseite ist matt weißlich mit etwas Braun, Brust und Flanken blassbraun mit dunklerer Bänderung, die Augen sind sepiabraun, der Schnabel hornfarben.
Die Art ist dem Flötenwürger (Laniarius ferrugineus) ähnlich, unterscheidet sich aber von diesem anhand der pink- oder cremeweißen Brustfärbung. Außerdem weisen die Vögel keine zimtfarbene Färbung an den Flanken auf. Die Färbung der Unterseite ist  nicht rein weiß wie beim Sumpfwürger (Laniarius bicolor).

## Stimme
Der Äthiopienwürger singt ein laut klingendes Duett im Wechselgesang, meist 2–3, mitunter auch 5–8 Laute „haw weeer hooo“ oder „haw weerr hooo hooo“. Es gibt geographische Unterschiede der Pfeif-, Krächz- und Schnarrtöne. Kennzeichnend ist ein melodischer Wechselgesang, perfekt abgestimmt, so dass dieser wie von einem einzigen Vogel klingt. „Wii-hoo wii-hoo“, auch ein harsches „tchik“, wird beschrieben.

## Lebensweise
Die Nahrung besteht hauptsächlich aus Insekten, auch kleinen Schnecken und Früchten, Wirbeltieren, auch Vogeleier und -küken. Bevorzugt werden Astrilde ausgeraubt. Die Art lebt versteckt, ist aber neugierig, kann auch zutraulich sein in großen Gärten und im Umfeld von Lodgen.
Die Nahrung wird meist bodennah herum hüpfend, Blätter und Rinden wendend gejagt. Seltener werden fliegende Insekten erbeutet. Die Jagd erfolgt einzeln, paarweise oder in Familiengruppen, auch zusammen mit Sumpfwürgern (Laniarius bicolor) und Rotbauchwürgern (Laniarius atrococcineus).
Die Brutzeit liegt zwischen Juni und September im Sudan, zwischen April und Juni sowie im August und im September in Äthiopien und Eritrea, zwischen April und Mai in Somalia.
Die Art ist standorttreu. Das schalenförmige Nest wird von beiden gebaut, meist in 1–3 m Höhe in einer Astgabel in einem Busch oder kleinem Baum. Das Gelege besteht aus 2–3 Eiern, die hauptsächlich vom Weibchen bebrütet werden über etwa 15 Tage. Parasitismus durch den Schwarzkuckuck (Cuculus clamosus) kommt gelegentlich vor.

## Parasiten
Eine Federspulmilbe (Familie Syringophilidae) konnte als Ektoparasit dieser Art identifiziert werden.

## Gefährdungssituation
Der Bestand gilt als „nicht gefährdet“ (Least Concern).